# Окита Содзи
Окита Содзи (яп.  沖田 総司 (おきた そうじ, 1844 — 6 июля 1868) — японский самурай, живший в конце периода Эдо, командир 1-го подразделения Синсэнгуми, умерший от туберкулёза во время войны Босин. Считался одним из лучших мечников Синсэнгуми.

## Биография
Окита Содзиро Фудзивара-но-Харумаса (яп. 沖田宗次郎藤原春政?) родился в 1842 (по другим данным — в 1844) году в самурайском роду. Местом его рождения стал особняк его семьи в городе Эдо, провинции Сиракава (ныне префектура Токио). Его прадедом по отцовской линии был Окита Канъэмон (ум. 1819), а дедом — Окита Сансиро (ум 1833). Его отец, Окита Кацудзиро умер в 1845 году. У Содзиро были две старшие сестры: Окита Мицу (1833—1907) и Окита Кин (1836—1908).
В 1846 году, чтобы женить приёмного сына семьи Окита, Окита Ринтаро (1826—1883), его старшая сестра Окита Мицу стала приёмной дочерью Кондо Сюсукэ и сменила имя. Кондо Сюсукэ был третьим Мастером Тэннэн-Рисин-Рю, и Окита стал обучаться с ним в Сиэйкане, когда достиг девяти лет. К тому времени Кондо Сюсукэ уже усыновил Симадзаки Кацуру (принявшего позднее имя Кондо Исами), но Хидзиката Тосидзо ещё не обучался в Тэннэн-Рисин-Рю. Окита показал себя вундеркиндом: к 18 годам он стал мастером всех техник и заслужил в своём рю свиток Мэнкё Кайдэн (лицензию на обучение).
В 1861 году Окита стал Дзюкуто (прибл совр. аналог: главный тренер) в Сиэйкане. И хотя по словам современников он слыл честным, вежливым и добродушным, он также был известен среди своих учеников как строгий и вспыльчивый наставник.

### Синсенгуми
Вскоре после своего отъезда в Киото в 1863 году он сменил имя на Окита Содзи Фудзивара-но-Канэёси. Вскоре он стал одним из основателей Мибу-Ро-Си (позднее Синсэнгуми) и получил в организации ранг Фукутё Дзёкин (помощник заместителя командующего). Окита Ринтаро, его приёмный брат и другой ученик Тэннэн-Рисин-рю, стал командующим Синтёгуми (братской группировки (подразделения) Синсэнгуми в Эдо).
Окита был вторым младшим по возрасту среди учеников Сиэйкана (младшим, вероятно, был Тодо Хэйсукэ). Он был одним из Сиэйканцев, вовлечённых в устранение Сэридзавы Камо (одного из первых командиров Синсэнгуми) и Утиямы Хикодзиро в 1863 году.
Он в равной степени хорошо владел синаем, боккэном/бокуто и катаной. Его знаковая техника именовалась Мумё-кэн (букв. неподсвеченное лезвие) или Сандандзуки (трёхчастный удар). Благодаря этой технике можно одним ударом атаковать противника в шею, левое плечо и правое плечо (предположительно). Эта техника была разработана самим Содзи и могла быть основана на изобретённой Хидзикатой Тосидзо технике Хирадзуки.

В 1865 году Окита стал капитаном первой роты Синсэнгуми.
В то же самое время он трудился инструктором по кэндзюцу; позднее (в том же году) Кондо Исами назначил его пятым мастером Тэннэн Рисин-рю после себя.
По слухам (что, впрочем, маловероятно) носил знаменитую катану Кикуити-мондзи. Однако известно, что он носил набор Кага Киёмицу (катана и вакидзаси), а его так называемый Кикуити-мондзи Норимунэ, скорее всего, был мечом Ямасиро Куникиё.

### Смерть
Во время Войны Босин, после битвы при Тоба-Фусими в первом месяце четвёртого года Кэйо Окита прибыл в госпиталь Мацумото Рёдзюна в Эдо. Вскоре он перебрался в гостевой дом со своими родственниками (Окита Ринтаро, Окита Мицу и их дети). Когда силы Сёгуната (включая Синсэнгуми и Синтёгуми) отошли из региона Тохоку, он один из семьи остался в Эдо. Он умер от туберкулёза 19 июня 1868 года (30 день 5 месяца четвёртого года Кэйо по лунному календарю). В ту же ночь он был похоронен в храме Сэнсо-дзи в Эдо под своим первым именем, полученным при рождении (в записях о смерти он фигурировал как Окита Содзи). Сегодня его могила закрыта для публики почти весь год, за исключением одного дня в июне.
Возраст на момент смерти (25 лет) высчитан по восточно-азиатской системе исчисления возраста на основе предположения о том, что он родился в 1844 году.

## Окита Содзи в массовой культуре
Как и другие члены Синсэнгуми, Окита Содзи является одним из частых персонажей новелл, дорам, манги и аниме, в которых описываются реальные и вымышленные события, основанные на его жизни.
- В японской дораме 2004 года Синсэнгуми его роль исполнил Тацуя Фудзивара.
- Окита является главным персонажем франшизы Peacemaker Kurogane, довольно вольно описывающей исторические факты из его жизни.
- Упоминается и присутствует в аниме «Бродяга Кэнсин». Послужил прообразом героя Сэта Содзиро.
- Является прототипом персонажа Окита Сого манги и аниме «Gintama», где также выполняет обязанности капитана первого отряда Cинсенгуми.
- Присутствует в манге Цутому Такахаси Sidooh.
- Является слугой в игре Fate/Grand Order
- Является одним из представителей человечества в манге "Повесть о конце света"
- является одним из главных персонажей в манге Chiruran: Shinsengumi Chinkonka
- Является одним из героев серии компьютерных игр "Hakuouki", а также аниме-сериала, полнометражного аниме-фильма и манга-адаптации.